# آثار بر پایه حادثه آکو
آثار بر پایه حادثه آکو به نمایشنامه‌ها، آثار ادبی، آثار ویدئویی و داستان‌ها و نقدهای مربوط به حادثه آکو اشاره دارد.

## در هنر

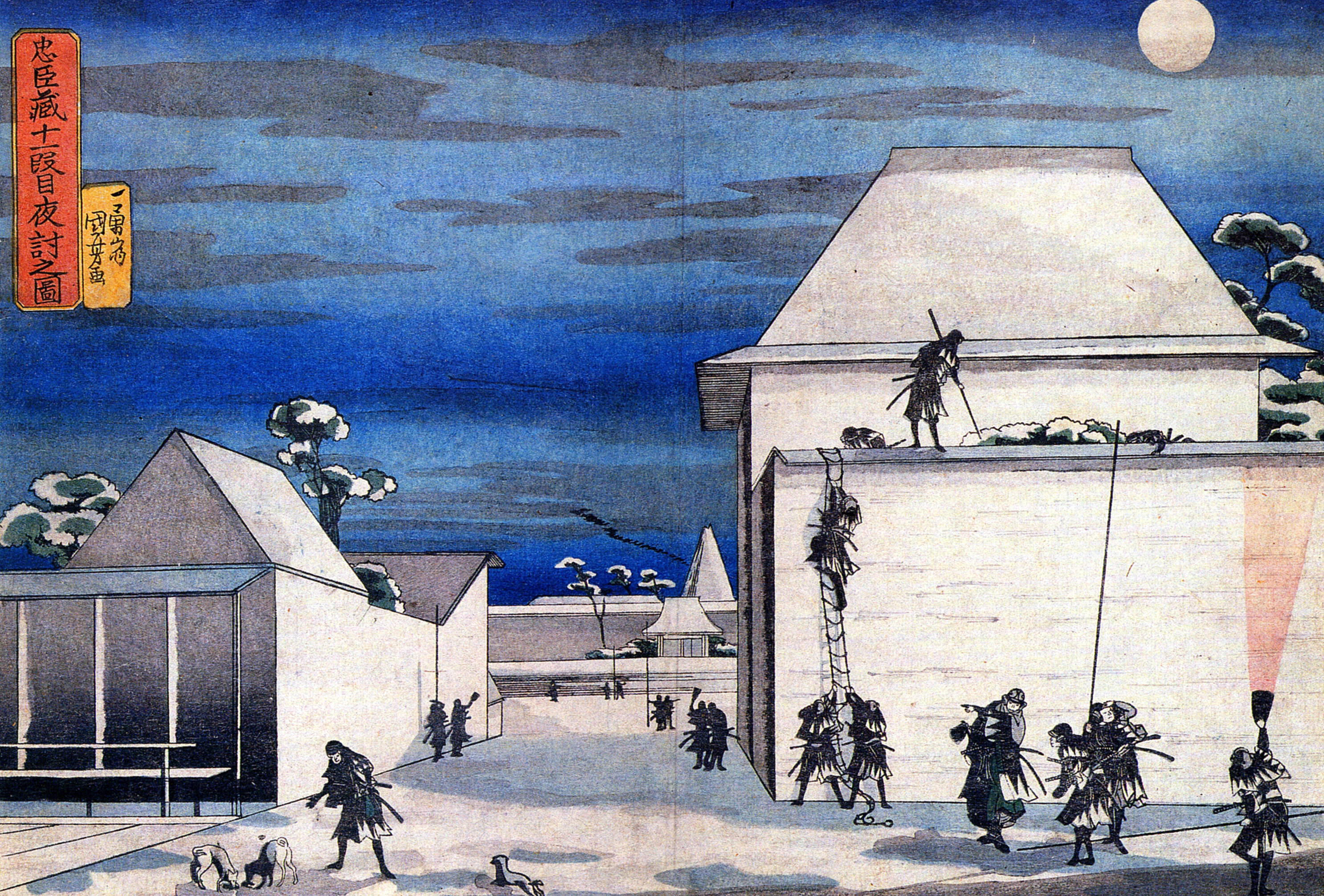
یک نقاشی که حمله ۴۷ رونین را به خانه کیرا به تصویر کشیده است. اثر اوتاگاوا کونی‌یوشی

بلافاصله پس از این واقعه، در مورد مناسب بودن چنین انتقام‌جویی‌ای، احساسات مختلفی در میان روشنفکران به وجود آمد. با این حال، با گذشت زمان، داستان به نمادی از وفاداری به ارباب خود و بعداً، وفاداری به امپراتور تبدیل شد و این داستان به عنوان موضوع درام، داستان‌سرایی و هنرهای تجسمی شکوفا شد.
فاجعه چهل و هفت رونین یکی از محبوب‌ترین موضوعات در هنر ژاپن بوده و اخیراً حتی شروع به ورود به هنر غربی کرده‌است. در جهان غرب برای سالهای متمادی، نسخه‌ای از وقایع این داستان توسط الگرنن فریمن‌میتفرد در قصه‌های ژاپن قدیم بازگویی شد که به‌طور کلی معتبر قلمداد می‌شد. توالی رویدادها و شخصیت‌های این روایت محبوب طیف عظیمی از مردم در غرب واقع شد. میتفورد خوانندگان خود را دعوت می‌کرد تا داستانی که او در مورد چهل و هفت رونین ارائه کرده را به عنوان رویدادی تاریخی دقیق تصور کنند. برای مدت‌های طولانی نسخه میتفورد به عنوان یک اثر استاندارد در نظر گرفته می‌شد اما اکنون برخی از جزئیات آن زیر سؤال رفته‌است.

### نمایش
این حادثه بلافاصله باعث الهام بخشیدن به نمایشنامه‌های کابوکی و بونراکو شد؛ دوهفته از دفن ملازمان وفادار نگذشته نمایشی به نامَ «اکِبونو سوگا نو یوئُوچی» (حملهٔ شبانهٔ سوگا در سحرگاه) در نمایشخانهٔ ناکامُورا در اِدو به روی صحنه آمد. مقامات حکومتی پس از سه اجرا نمایش را ممنوع کردند. اما خیلی‌های دیگر به زودی این نمایش را دنبال کردند، در ابتدا در اوساکا و کیوتو، سپس در مناطقی دورتر از پایتخت. حتی برخی داستان را تا مانیل بردند تا داستان را به بقیه آسیا منتقل کنند.
موفق‌ترین این اقتباس‌ها نمایشنامه‌ای عروسکی بونراکو بود که به نام کاناده‌هون چوشینگورا (اکنون به سادگی چوشینگورا یا خزانه نگهبانان وفادار) خوانده می‌شود که در سال ۱۷۴۸ توسط تاکدا ایزومو و دو دستیار نوشته شد بعداً در یک نمایش کابوکی اقتباس شد که هنوز هم یکی از محبوب‌ترین‌های ژاپن است. در نمایش، برای جلوگیری از توجه سانسورگران، وقایع به گذشته‌های دور، به فرمانروایی آشیکاگا تاکائوجی و دوره موروماچی (۱۳۳۶–۱۵۷۳) منتقل و نام اشخاص تغییر داده شده‌است.
در ایران نمایشنامه چوشینگورا در سال ۲۰۰۹ برای نخستین بار توسط علی فردوسی به فارسی برگردانده و به چاپ رسیده‌است.

### اپرا
این داستان توسط شیگه‌آکی سائه‌گوسا در سال ۱۹۹۷ به یک اپرا تبدیل شد.

### سینما و تلویزیون
تا زمان ظهور تلویزیون در دهه، داستان چوشینگورا محبوب‌ترین ژانر در فیلم مدرن ژاپنی بود. بسیاری از نمایش‌های تلویزیونی ژاپن، از جمله برنامه‌های تک قسمتی، سریال‌های کوتاه، تک فصلی و حتی مجموعه‌های یک ساله مانند دای چوشینگورا و چندین قسمت از مجموعه تلویزیونی تایگا، آکوروشی (۱۹۶۴)، سرگذشت صلح دوره گنروکو (۱۹۷۵)، جمعی در قله (۱۹۸۲) و گنروکو ریوران (۱۹۹۹) بر اساس این رویداد ساخته شده‌اند. برخی از این فیلم‌ها کاملاً به چوشینگورا وفادار هستند، درحالی‌که برخی دیگر از عناصر غیر مرتبط نیز استفاده می‌کنند یا جزئیات را تغییر می‌دهند. به‌علاوه، مشتق رویدادها و شخصیت‌هایی را که در چوشینگورا نیستند، نیز در نمایش داخل داده می‌شوند. اولین فیلم بر اساس این حادثه با بازی اونوئه ماتسونوسوکه بود که تاریخ اکران فیلم مورد تردید است، اما احتمالاً بین سال‌های ۱۹۱۰ و ۱۹۱۷ بوده‌است. اما در دهه ۱۹۳۰ یک رویکرد متمایز مدرن فیلم ایجاد شد، که مستقیماً بیشتر از واقعه تاریخی آکو استفاده می‌کردند در حالی که از بسیاری از عناصر افسانه‌های آخرالزمانیِ سنت قصه‌گویی کادان را نیز در خود جای داده بودند؛ و درست همان‌طور که سنت کابوکی تعداد بی‌شماری از چرخش از موضوع اصلی کانادهون چوشینگورا را به وجود آورده بود، بسیاری از فیلم‌ها نیز به بهره‌برداری از موضوع فرعی انتقام می‌پردازند. یکی از فیلم‌های بسیار چوشینگورا توسط کینوگاسا تینوسوکه نوشته و کارگردانی شد و در دسامبر سال ۱۹۳۲ منتشر شد. در سال ۱۹۴۱، ارتش ژاپن به کارگردان کنجی میزوگوچی، که بعداً فیلم‌های باارزشی مانند اوگتسو مونوگاتاری را کارگردانی کرد، سفارش ساخت چهل و هفت رونین (فیلم ۱۹۴۱) را داد. آنها خواهان تقویت روحیه بر اساس درام تاریخی وفاداری ۴۷ رونین بودند. در عوض، کنجی میزوگوچی برای منبع خود «مایاما چوشینگورا» را انتخاب کرد، یک نمایش مغزی که با این داستان سروکار داشت. این فیلم یک شکست تجاری بود، زیرا یک هفته قبل از حمله به پرل هاربر در ژاپن اکران شد. این فیلم دارای دو بخش بود. بخش نخست در دسامبر ۱۹۴۱ و بخش دوم فوریه ۱۹۴۲ اکران شد.
نسخه دیگر فیلم در سال ۱۹۶۲ به کارگردانی هیروشی ایناگاکی، چوشینگورا: هانا نو ماکی، یوکی نو ماکی ساخته شد که برای مخاطبان غربی شناخته شده‌است.
توشیرو میفونه در زندگی حرفه‌ای خود بارها به این ماجرا پرداخت. در سال ۱۹۷۱ او در سریال تلویزیونی ۵۲ قسمتی دای چوشینگورا به عنوان اُوایشی ظاهر شد، در حالی که در ۱۹۷۸ سقوط قلعه آکو در نقش دایمیو تسوچیا میچینائو ظاهر شد.
کن ایچیکاوا، چهل و هفت رونین (فیلم ۱۹۹۴) را کارگردانی کرد.
در فیلم هیروکازو کورئیدا بنام هانا (فیلم ۲۰۰۶) از این داستان به عنوان زیرلایه استفاده شده‌است.
در سال ۲۰۱۳، یک فیلم آمریکایی با عنوان چهل و هفت رونین (فیلم ۲۰۱۳) با بازی کیانو ریوز ساخته شد و سپس دوباره به نسخه ای با سبک‌تر با عنوان آخرین شوالیه‌ها در سال ۲۰۱۵ تبدیل شد.
رونین‌ها شخصیت‌های اصلی در یک مینی سریال طنز کارتون هستند که در ۲۰۱۴ توسط ستان ساکای (کارتونیست) و مایک ریچاردسون (نویسنده) ساخته شده‌است.

### چاپ نقش چوبی

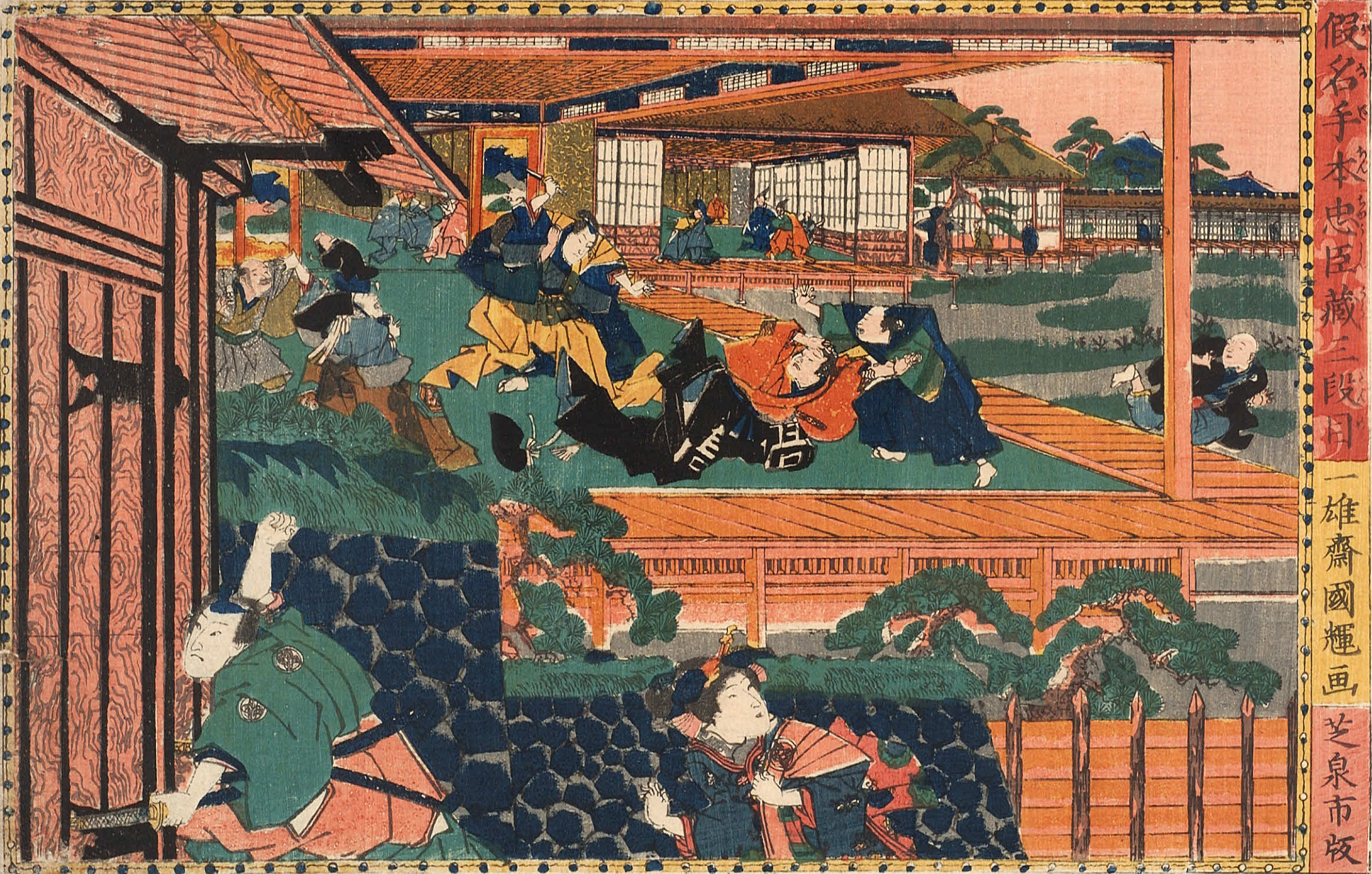
چاپ‌نقش چوبی یا اوکی‌یوئه از حمله به کیرا یوشیناکا در راهروی «ماتسو نو اوروکا» در قلعه ادو

چهل و هفت رونین یکی از محبوب‌ترین مضامین چاپ‌نقش چوبی یا اوکی‌یوئه است و بسیاری از هنرمندان مشهور از وقایع اصلی، صحنه‌های نمایش یا بازیگران چاپ‌هایی را به تصویر کشیده‌اند. از جمله هنرمندانی که چاپ‌هایی در این زمینه انجام داده‌اند، اوتامارو، کونی‌سادا، کاتسوشیکا هوکوسائی، هیروشیگه، یوشی‌توشی هستند. اوتاگاوا کونی‌یوشی حداقل یازده مجموعه کامل جداگانه در این زمینه به همراه بیش از بیست سه‌لتی تولید کرده‌است.

### ادبیات
اولین گزارش شناخته شده از حادثه آکو در جهان غرب در سال ۱۸۲۲ در کتاب ایزاک تیتسینگ منتشر شد. این کتاب پس از مرگ وی منتشر شد. قوانین سانسور شوگون‌سالاری توکوگاوا ۷۵ سال پس از وقایع مورد بحث در اواخر قرن هیجدهم، هنگامی که ایزاک تیتسینگ، ژاپن‌شناس، برای اولین بار داستان چهل و هفت رونین را به عنوان یکی از وقایع مهم دوره گنروکو ثبت کرد، تا حدودی سهل‌گیرانه‌تر شده بود.